# Víctor Lugo
Víctor Lugo (Robles, 15 aprile 1954) è un ex calciatore colombiano, di ruolo centrocampista.

## Carriera

### Club
Ha giocato nella massima serie colombiana con l'América Cali.

### Nazionale
Ha fatto parte della nazionale colombiana dal 1979 al 1985, prendendo parte alla Copa América 1979.

## Palmarès

### Club

#### Competizioni nazionali
- Campionato colombiano: 4

América de Cali: 1979, 1982, 1983, 1984